# Einbi
Einbi (szw. Enby) – wieś w Estonii, w prowincji Lääne, w gminie Noarootsi.